# Aachener Straße 649 (Mönchengladbach)

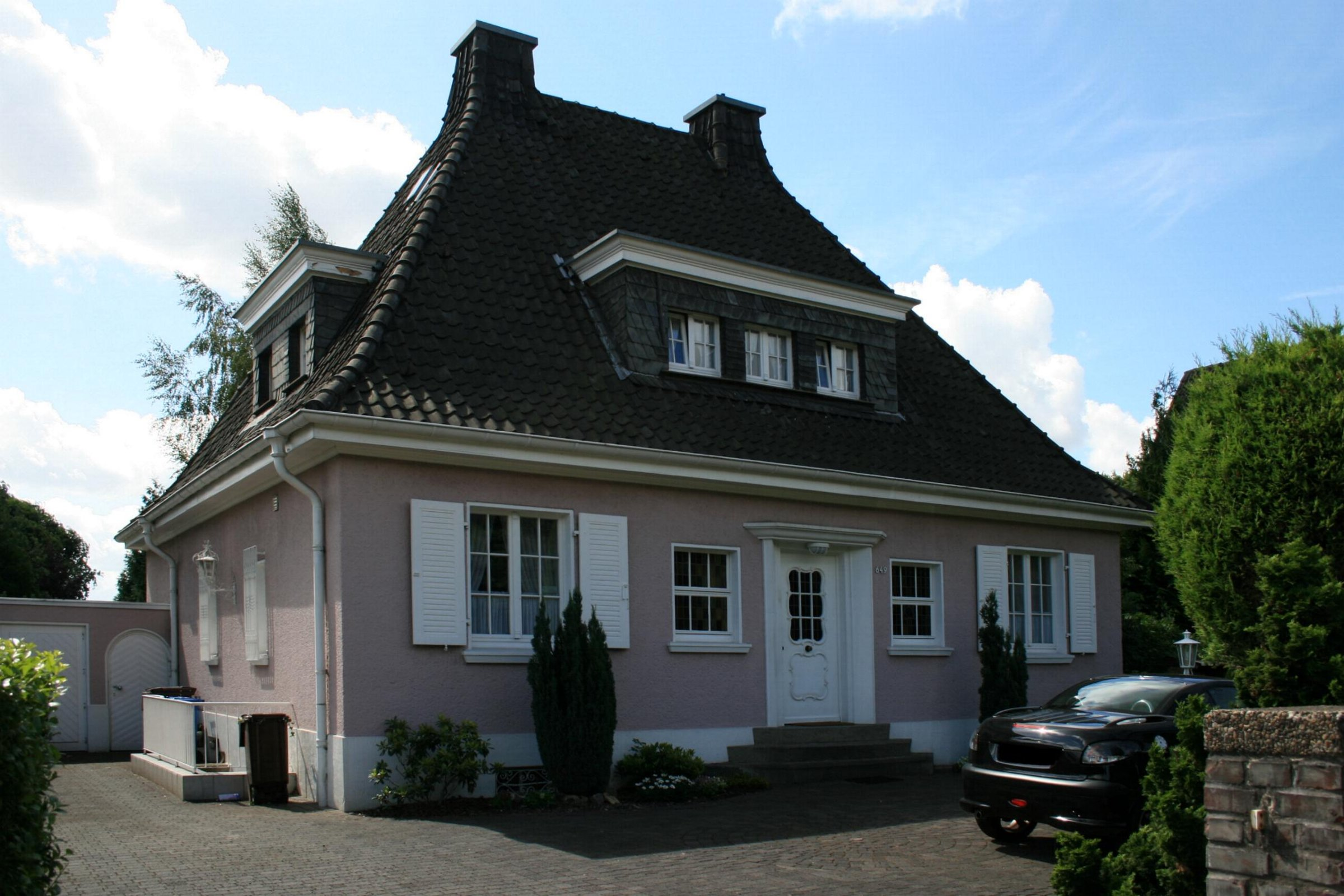
Wohnhaus (2010)

Das Wohnhaus Aachener Straße 649 steht im Stadtteil Rheindahlen-Engelsholt in der Stadt Mönchengladbach in Nordrhein-Westfalen. Es wurde 1928 erbaut. Das Gebäude ist unter Nr. A 026 am 8. März 1990 in die Denkmalliste der Stadt Mönchengladbach eingetragen worden.

## Architektur
Es handelt sich um ein eingeschossiges Wohnhaus mit 5:2 Achsen unter steilem Walmdach und über abgesetztem Sockel. Mittelaxialer, durch die Rahmung mit starker Verdachung betonter Zugang, darüber in der Dachfläche dreiachsige Schleppgaube sowie zwei Kamine am Schnittpunkt von Graten und First. In den seitlichen, bzw. der rückseitigen Dachfläche ebenfalls je eine zweiachsige Schleppgaube.